# Grand lac Squatec
Le Grand lac Squatec est un plan d'eau douce de la municipalité de Lejeune, dans la municipalité régionale de comté (MRC) de Témiscouata, dans la région administrative du Bas-Saint-Laurent, au Québec, au Canada.

## Géographie
Le Grand lac Squatec est situé à:
- à l'Est du lac Témiscouata, du parc national du Lac-Témiscouata, du lac Touladi, du Petit lac Touladi et de la municipalité de Saint-Juste-du-Lac;
- au sud du village de Lejeune et du village de Auclair; au sud du "Petit lac Squatec", du lac du Pain de Sucre et du village de Squatec;
- à l'ouest de la frontière du Nouveau-Brunswick;
- au nord du village de Dégelis et de l'autoroute Claude Béchard menant au Nouveau-Brunswick.

Le Grand lac Squatec constitue la démarcation entre les municipalités de Dégelis (au sud-ouest du lac) et de Lejeune. La partie Est de la municipalité de Saint-Juste--du-Lac se termine tout près de la rive ouest du lac.
Les bassins versants voisins sont:
- côté sud: rivière Madawaska;
- côté ouest: lac Témiscouata et le lac Touladi;
- côté nord: rivière Squatec;

Les montagnes autour du Grand lac Squatec sont:
- côté Ouest: montagne à Paul-Plourde (altitude: 349 m);
- côté Est: montagnes "du Fairley" (altitude: 390 m) et "à Ludger-Landry" (altitude: 340 m);
- côté Sud: montagne à Eddy (altitude: 287 m). Cette montagne est située dans "l'aire de confinement du cerf de Virginie du Ruisseau Baseley".

D'une longueur de 12,5 km (sens nord-sud), le Grand lac Squatec reçoit les eaux du:
- côté Est: ruisseau Fairley;
- côté Ouest: ruisseau Siméon et ruisseau Russell.

L'embouchure du lac se déverse par le nord.

## Toponymie
Le toponyme Grand lac Squatec a été officialisé le 28 février 1980 à la Banque des noms de lieux de la Commission de toponymie du Québec.